# Central Standard Time

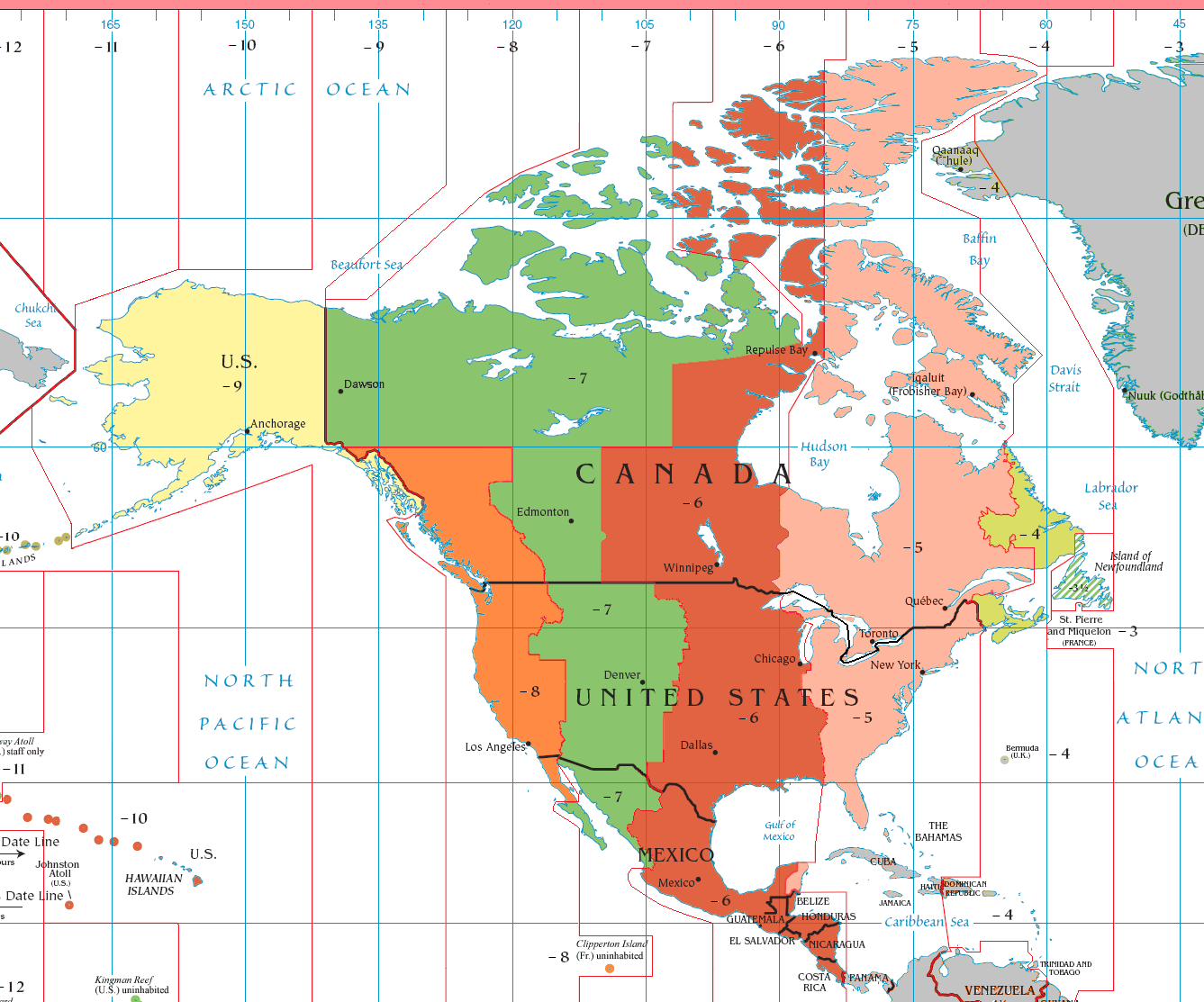

A Central Standard Time (CST) egy időzóna, ami 6 órával van a Coordinated Universal Time (UTC) mögött, jelölése: UTC−06:00. Ez az időzóna Észak-Amerikában és Közép-Amerikában van használatban.
Gyakran Central Time néven rövidítik Amerikában.